# 1. liga 2007-2008
La 1. liga 2007-2008, quindicesima edizione del torneo, vide la vittoria finale dello Slavia Praga.
Capocannoniere del torneo fu Václav Svěrkoš (Baník Ostrava), con 14 reti.

## Avvenimenti
Alla quinta giornata lo Slavia Praga sale in cattedra arrivando al primo posto a punteggio pieno. Raggiunto dal Teplice, lo Slavia Praga ritrova la vetta del torneo alla nona giornata e la mantiene fino alla ventitreesima: a quattro turni dalla fine lo Sparta Praga conquista la prima posizione ma ottiene un solo punto nelle ultime quattro giornate laureando lo Slavia Praga campione di Repubblica Ceca. Dietro allo Sparta (57 punti) arrivano Baník Ostrava, Zbrojovka Brno (55) e Teplice (53).

## Classifica finale
|     | Classifica         | G  | V  | N  | P  | GF | GS | Dif | Pt |
| --- | ------------------ | -- | -- | -- | -- | -- | -- | --- | -- |
| 1.  | Slavia Praga       | 30 | 17 | 9  | 4  | 45 | 24 | +21 | 60 |
| 2.  | Sparta Praga       | 30 | 17 | 6  | 7  | 53 | 26 | +27 | 57 |
| 3.  | Baník Ostrava      | 30 | 15 | 10 | 5  | 51 | 28 | +23 | 55 |
| 4.  | Brno               | 30 | 16 | 7  | 7  | 43 | 32 | +11 | 55 |
| 5.  | Teplice            | 30 | 16 | 5  | 9  | 40 | 27 | +13 | 53 |
| 6.  | Slovan Liberec     | 30 | 12 | 8  | 10 | 35 | 31 | +4  | 44 |
| 7.  | Mladá Boleslav     | 30 | 11 | 9  | 10 | 37 | 36 | +1  | 42 |
| 8.  | Tescoma Zlín       | 30 | 10 | 8  | 12 | 28 | 31 | -3  | 38 |
| 9.  | Viktoria Plzeň     | 30 | 10 | 8  | 12 | 32 | 37 | -5  | 38 |
| 10. | Viktoria Žižkov    | 30 | 10 | 7  | 13 | 35 | 48 | -13 | 37 |
| 11. | Sigma Olomouc      | 30 | 8  | 12 | 10 | 20 | 26 | -6  | 36 |
| 12. | Jablonec           | 30 | 8  | 9  | 13 | 24 | 32 | -8  | 33 |
| 13. | Dyn. Č. Budějovice | 30 | 8  | 8  | 14 | 27 | 35 | -8  | 32 |
| 14. | Kladno             | 30 | 6  | 9  | 15 | 31 | 45 | -14 | 27 |
| 15. | Bohemians 1905     | 30 | 5  | 11 | 14 | 24 | 40 | -16 | 26 |
| 16. | Most               | 30 | 4  | 8  | 18 | 31 | 58 | -27 | 20 |

### Verdetti
- Slavia Praga Campione della Repubblica Ceca 2007-08.
- Bohemians 1905 e SIAD Most retrocesse in Druhá liga.

## Statistiche e record

### Classifica marcatori
| Gol |  |  | Giocatore         | Squadra                 |
| --- |  |  | ----------------- | ----------------------- |
| 15  |  |  | Václav Svěrkoš    | Baník Ostrava           |
| 12  |  |  | Miroslav Slepička | Sparta Praga            |
| 11  |  |  | Jan Rajnoch       | Mladá Boleslav          |
| 11  |  |  | Goce Toleski      | Slavia Praga/ SIAD Most |
| 9   |  |  | Lukáš Magera      | Baník Ostrava           |
| 8   |  |  | Libor Došek       | Sparta Praga            |
| 8   |  |  | Róbert Zeher      | Baník Ostrava           |
| 8   |  |  | Libor Žůrek       | Tescoma Zlín            |
| 7   |  |  | Aleš Besta        | Brno                    |
| 7   |  |  | Martin Fenin      | Teplice                 |
| 7   |  |  | Stanislav Vlček   | Slavia Praga            |

### Capoliste solitarie
- 5ª giornata:  Slavia Praga
- Dalla 9ª giornata alla 13ª giornata:  Slavia Praga
- Dalla 14ª giornata alla 17ª giornata:  Sparta Praga
- Dalla 18ª giornata alla 23ª giornata:  Slavia Praga
- Dalla 26ª giornata alla 28ª giornata:  Sparta Praga
- Dalla 29ª giornata alla 30ª giornata:  Slavia Praga

### Record
- Maggior numero di vittorie:  Slavia Praga e  Sparta Praga (17)
- Minor numero di sconfitte:  Slavia Praga (4)
- Migliore attacco:  Sparta Praga (53 gol fatti)
- Miglior difesa:  Slavia Praga (24 gol subiti)
- Miglior differenza reti:  Sparta Praga (+27)
- Maggior numero di pareggi:  Sigma Olomouc (12)
- Minor numero di pareggi:  Teplice (5)
- Minor numero di vittorie:  SIAD Most (4)
- Maggior numero di sconfitte:  SIAD Most (18)
- Peggiore attacco:  Sigma Olomouc (20 gol fatti)
- Peggior difesa:  SIAD Most (58 gol subiti)
- Peggior differenza reti:  SIAD Most (-27)